# Catedral de Nápoles
La catedral de Nápoles (del italiano: Duomo di Napoli o Cattedrale metropolitana di Santa Maria Assunta) es el principal edificio de culto de Nápoles. Asume una importancia central en el plano histórico, pues, probablemente, en la antigüedad, en su sitio se erguía un templo dedicado al dios Apolo. La primera catedral fue construida por Constantino en el siglo IV. La catedral actual fue levantada por la casa de Anjou. Alberga el baptisterio más antiguo de Occidente.

## Historia
La idea de la construcción fue de Carlos I de Anjou pero no la pudo realizar al morir en 1285. Su hijo Carlos II de Anjou comenzó a construirla en 1299, pero murió en 1309 antes de que estuviera terminada. La construcción finalizó en 1313, durante el reinado de Roberto de Anjou, y la catedral fue consagrada a Nuestra Señora de la Asunción el año siguiente.
La catedral presenta una serie diversos estilos arquitectónicos: al gótico original se le sumó el barroco al ser remodelada por varios arquitectos. En el siglo XIX la fachada fue reconstruida por Errico Alvino con el estilo gótico originario, acabándose en 1905. En la actualidad la fachada es neogótica, sus puertas son góticas del siglo XIV, la sala principal barroca y la capilla de la cripta renacentista.

## La capilla del tesoro
La capilla del tesoro, de estilo barroco, posee la estatua de plata del busto del santo patrón principal de Nápoles, San Genaro (que guarda la cabeza del santo), y otras 51 estatuas de plata dedicadas a los santos patronos de la ciudad. El tesoro está formado por varias donaciones de ricos devotos, entre los cuales sobresale la mitra de plata con piedras preciosas donada por Matteo Treglia; debido a su grandiosidad (según un equipo de expertos, con sus 21 000 joyas es hasta más rico que el Tesoro de la Corona británica y que el de los zares de Rusia), sus elementos están custodiados no solo en la capilla, sino también en el Museo del Tesoro di San Gennaro y en una cámara de seguridad del Banco de Nápoles.
En la capilla, se encuentran cápsulas que contienen la sangre del santo. Todos los 19 de septiembre, aniversario de la muerte del santo, la sangre se licúa, milagro que atrae miles de fieles anualmente. Tras la licuación de la sangre tiene lugar la procesión por las calles de Nápoles, en la que se portan las cápsulas que contienen la sangre en un hermoso relicario de plata. También el busto de plata de San Genaro acompaña a las cápsulas durante la procesión.
Igualmente en esta capilla se conserva una de las pinturas más grandes e importantes de José de Ribera: San Genaro saliendo ileso del horno, obra de vistoso colorido y atípica por haberse pintado sobre cobre, material usualmente empleado en cuadros pequeños.

## Galería de imágenes

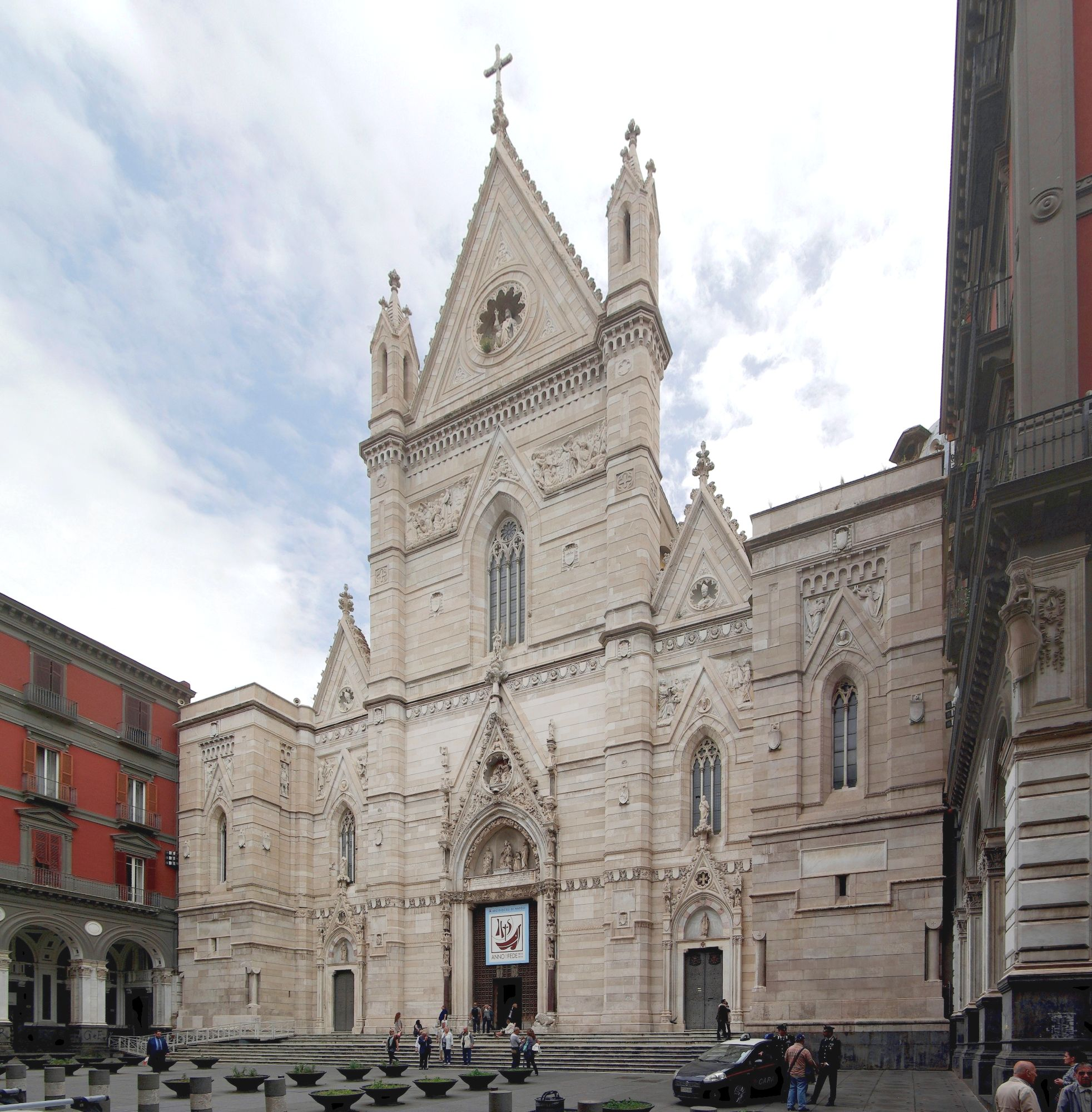
La fachada en escorzo
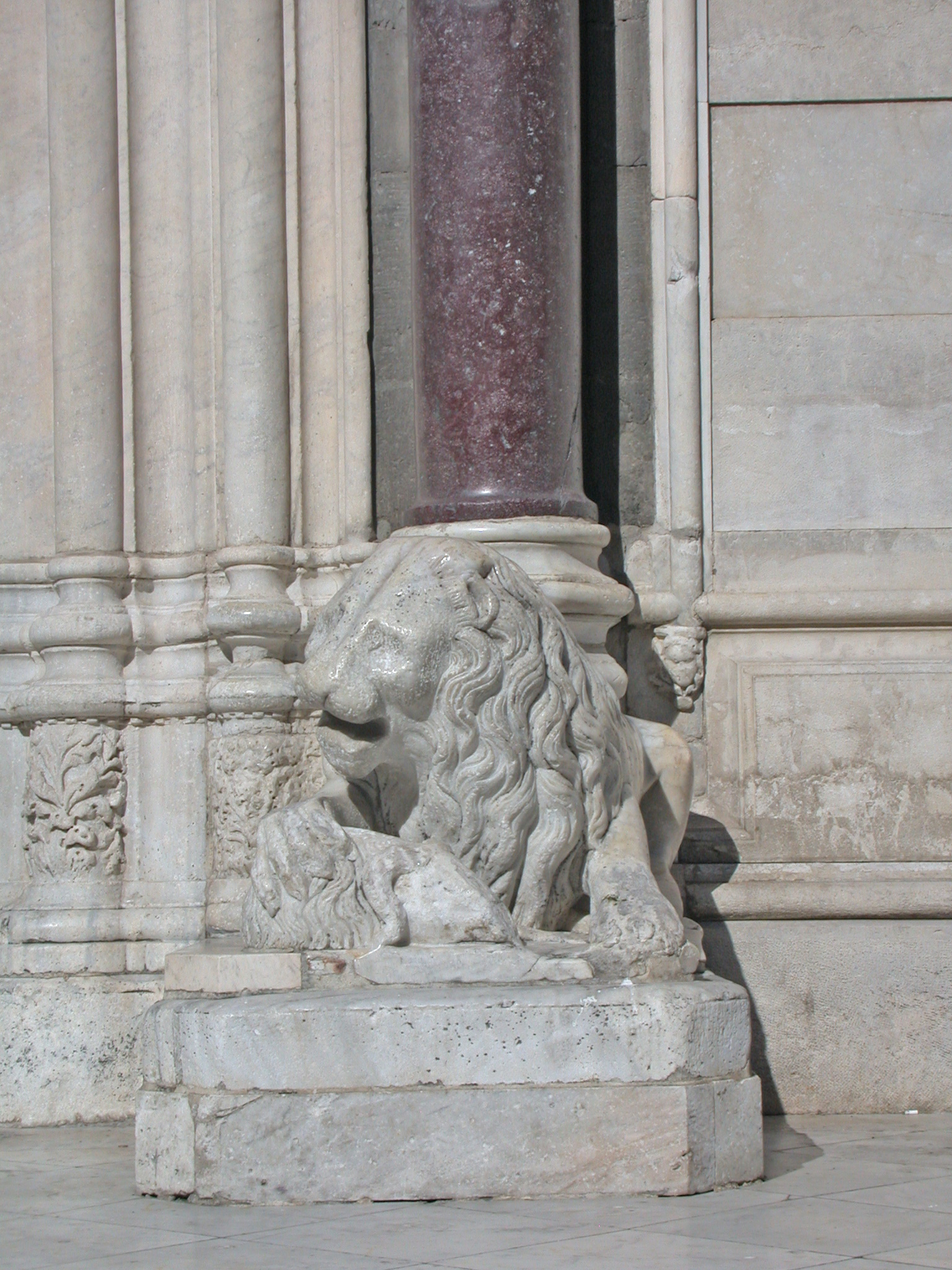
León stiloforo al lado de la entrada
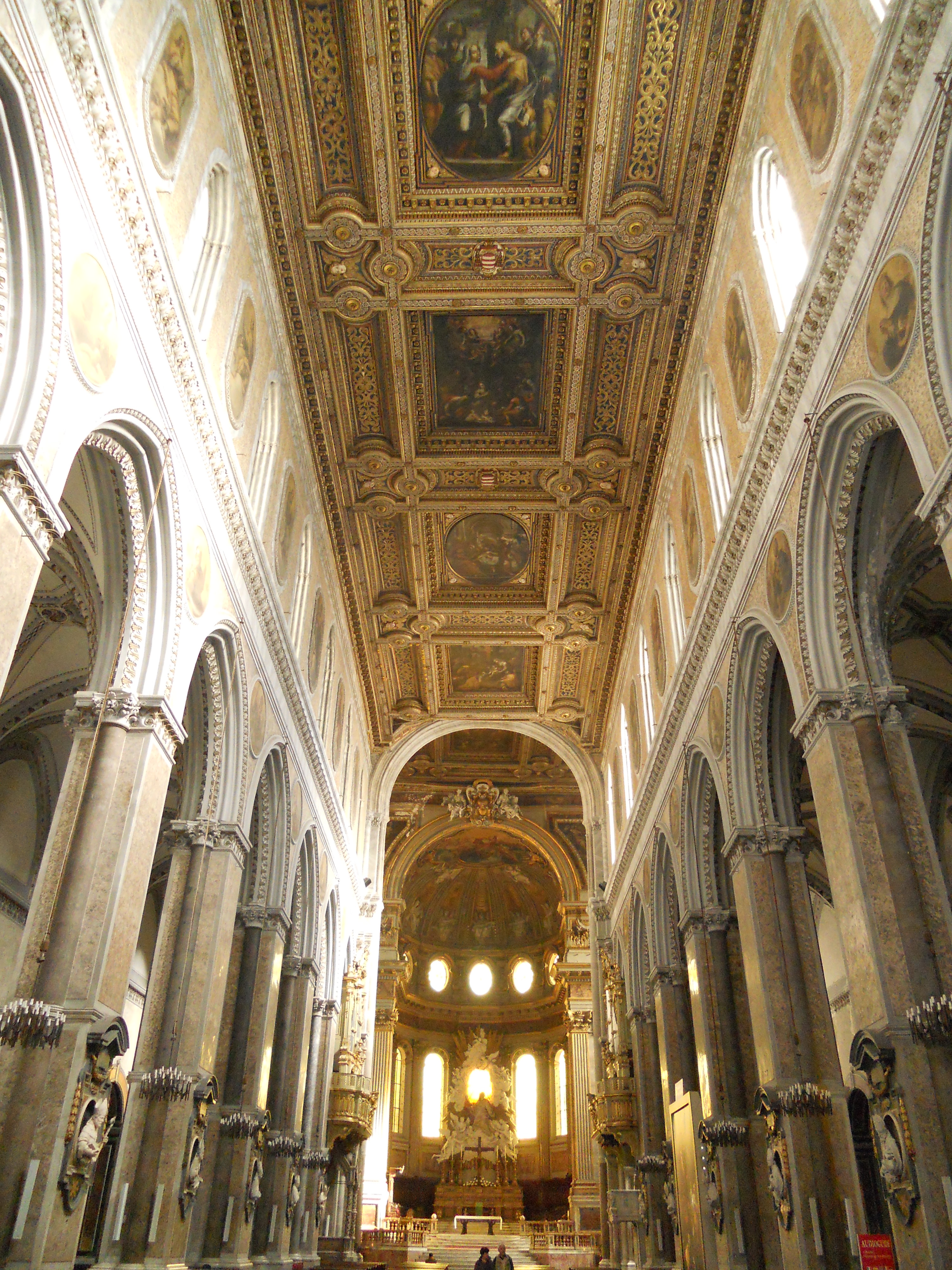
Nave central
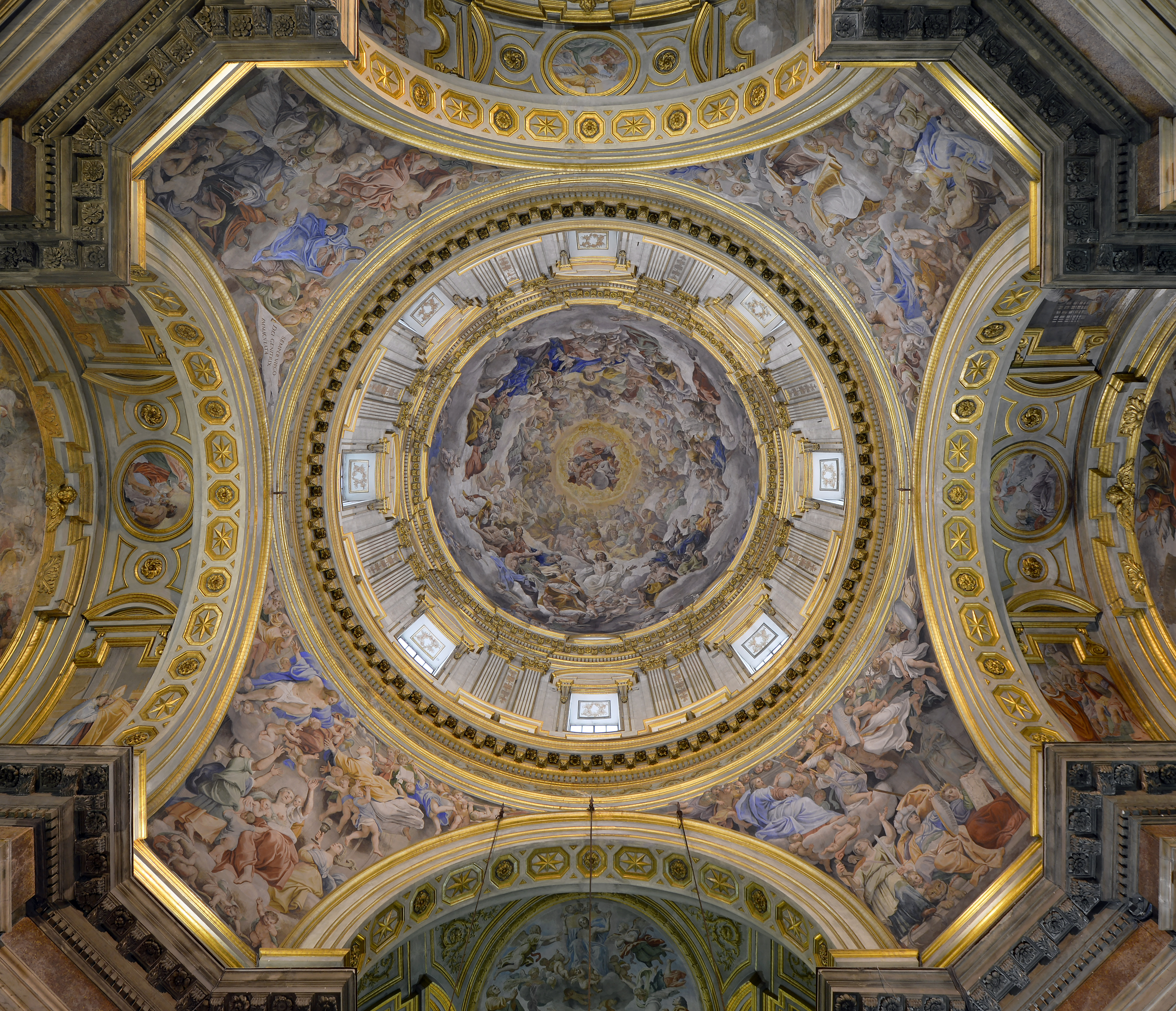
Cúpula de la Capilla Real del Tesoro de San Genaro
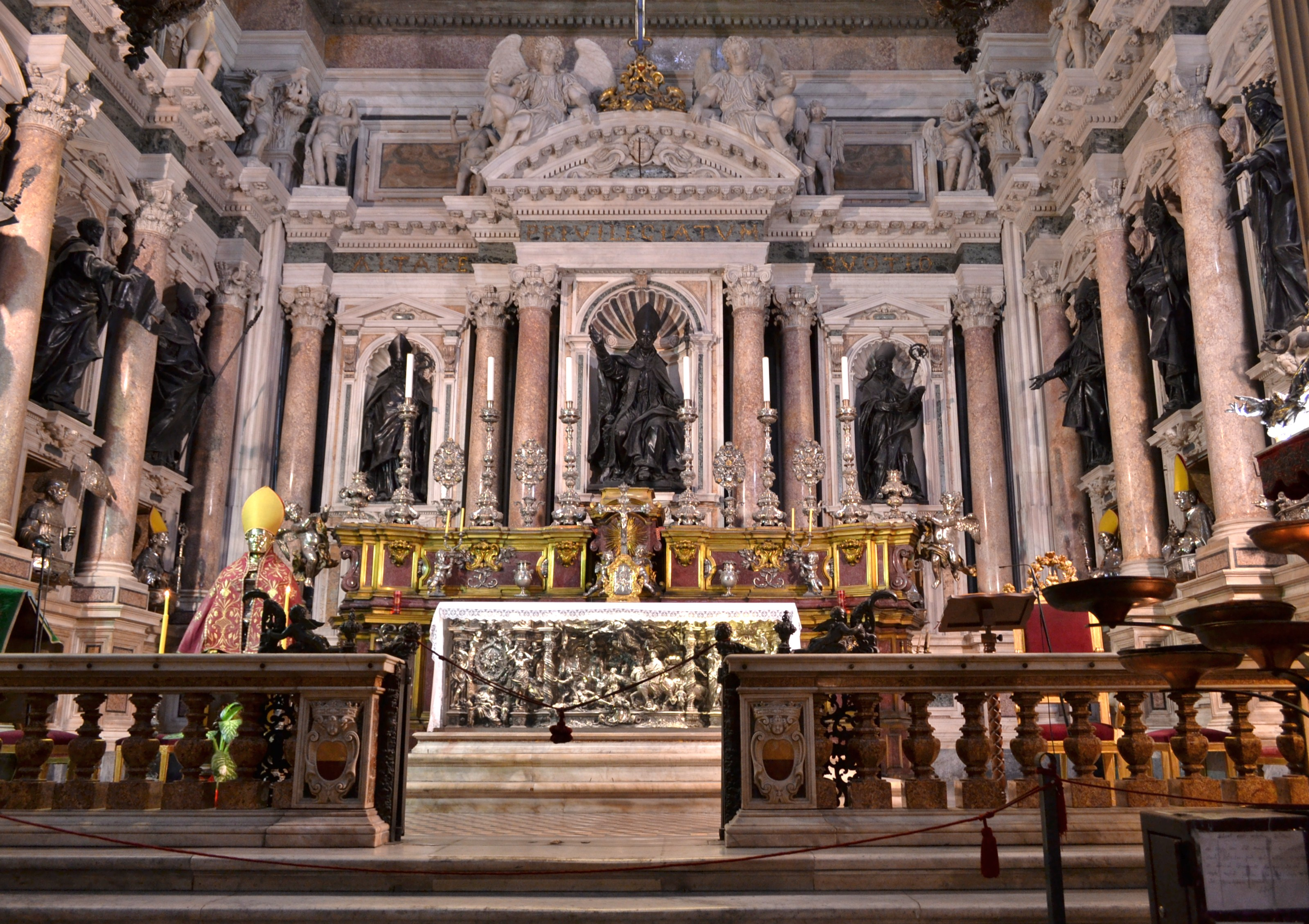
Real Capilla del Tesoro de San Genaro
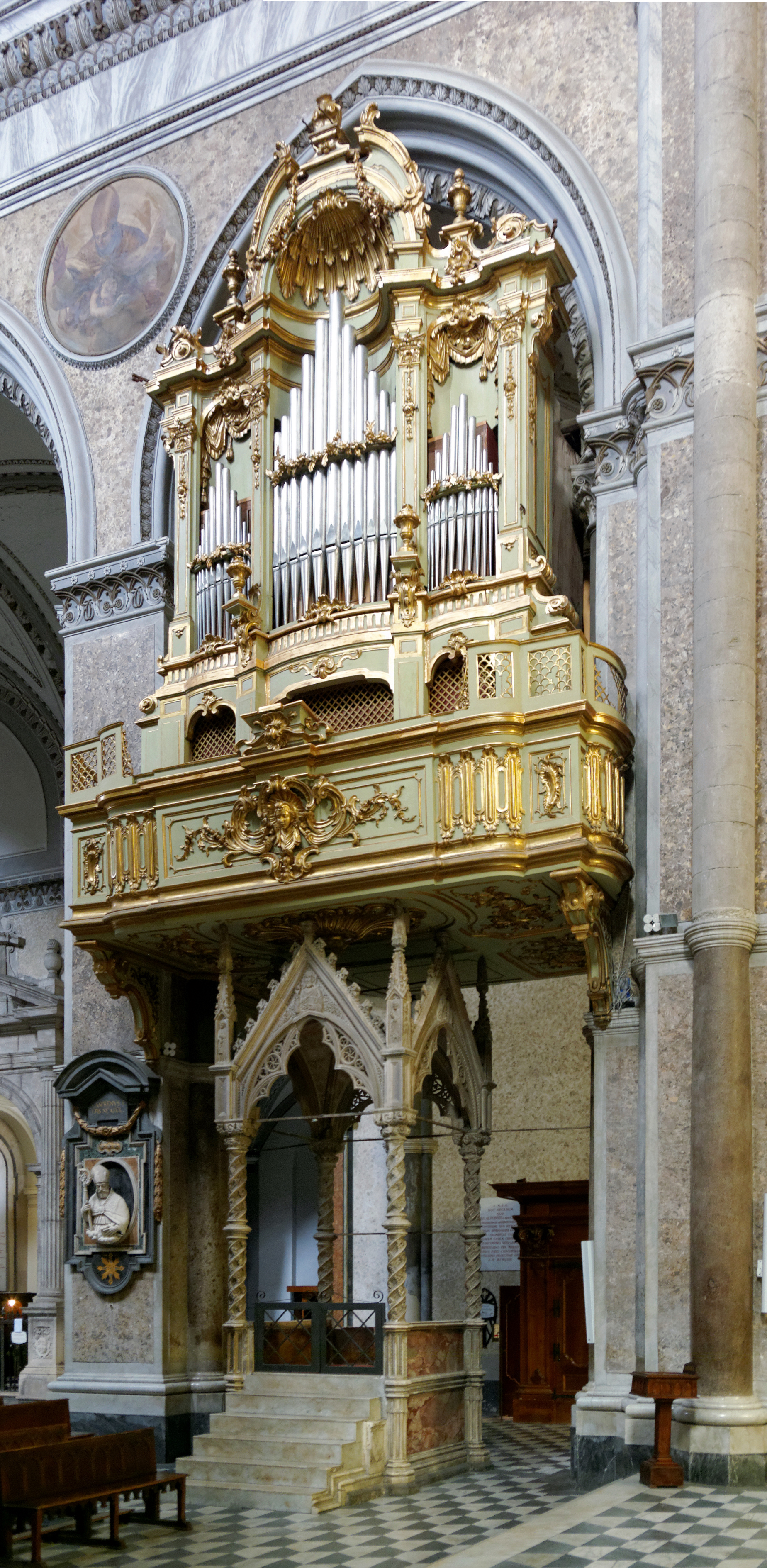
Órgano
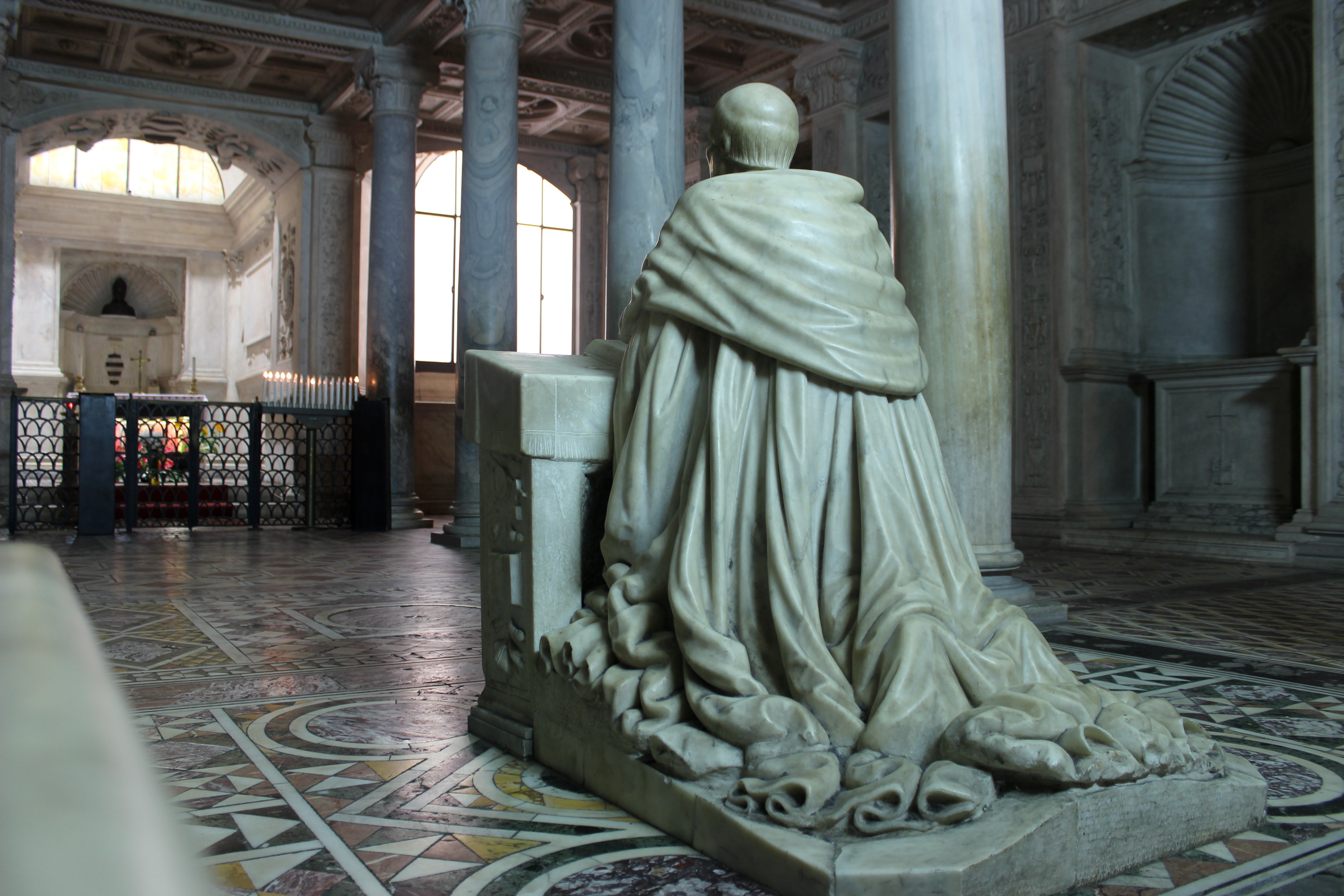
Capilla de la cripta
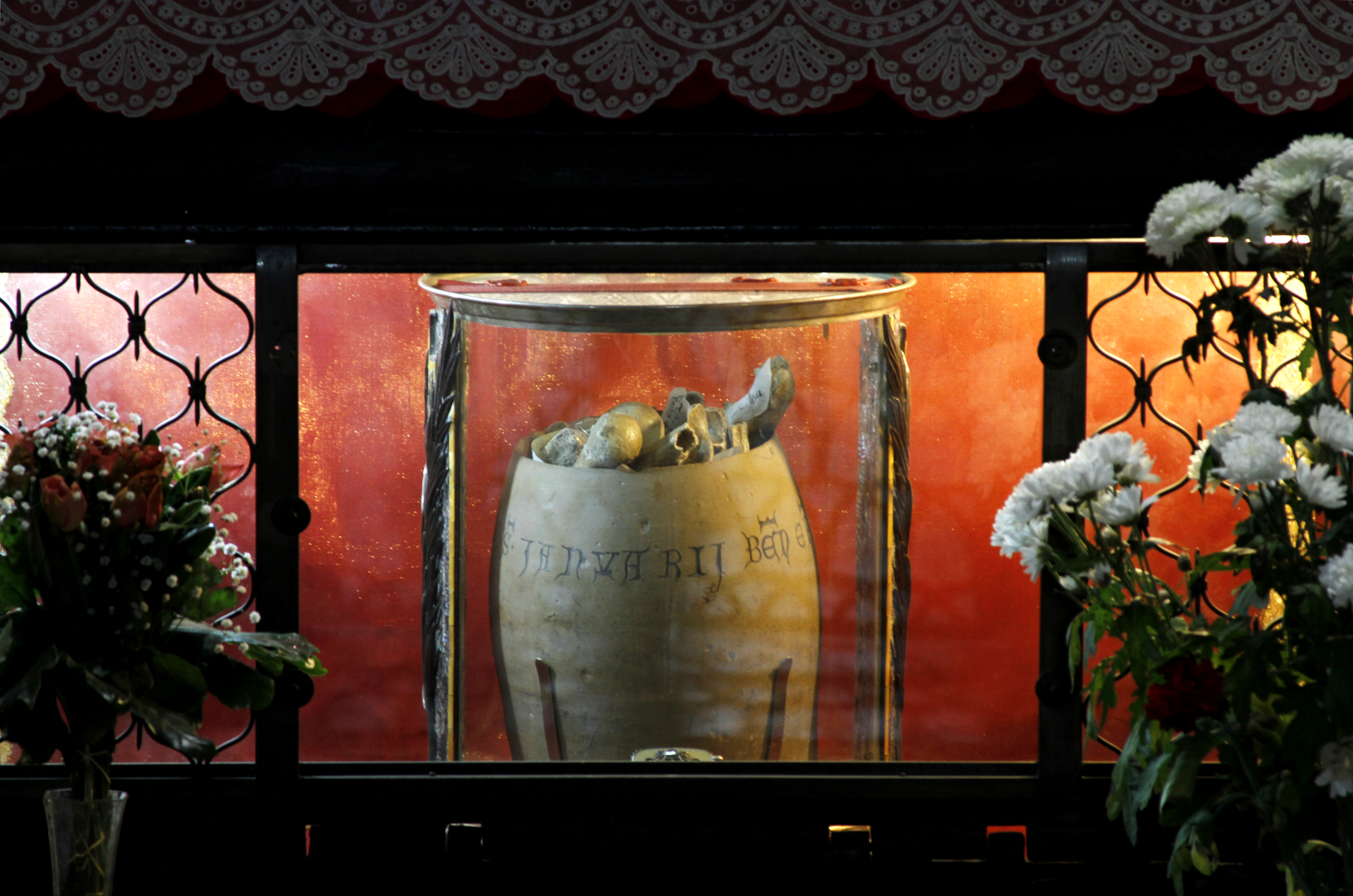
Reliquia de San Genaro, en la cripta
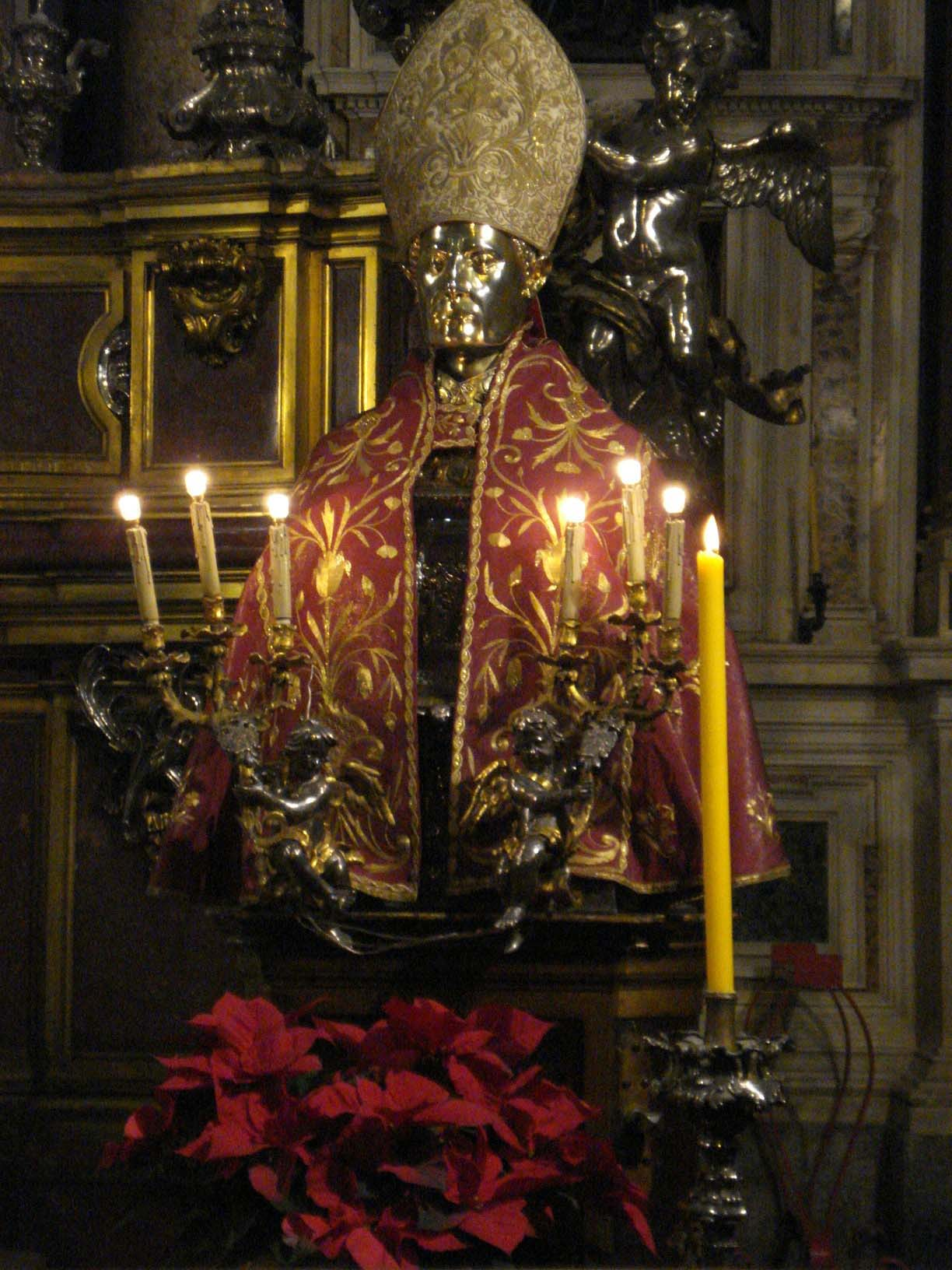
Busto de plata de San Genaro que guarda la calavera del santo